# Мотовский залив
Мо́товский зали́в (Мо́товская губа, Кито́ва Моги́ла) — залив (фьорд) в Баренцевом море. Находится между Мурманским берегом и полуостровами Средний и Рыбачий. Длина 43 км. Ширина от 5 до 15 км. Глубина свыше 200 м. Берег скалистый крутой. Зимой замерзает только в самые суровые зимы. Промышленники Архангельской губернии в XIX и начале XX века называли его Китова могила, потому что туда иногда волнами прибивает мёртвых китов.
С запада находится Кутовая губа, которая признается западным ответвлением заливом.
Находящийся в заливе мыс Ларина был обследован в 1894 году экипажем клипера «Вестник», им же назван по фамилии командира корабля капитана 2 ранга Валериана Павловича Ларина (1846—?).
На южном берегу залива расположен мыс Пикшуев.